# Autobahndreieck Bunde
Das Autobahndreieck Bunde (Abkürzung: AD Bunde; Kurzform: Dreieck Bunde) ist ein Autobahndreieck in Niedersachsen im südlichen Ostfriesland. Es verbindet die Bundesautobahn 31 (Emden — Oberhausen) mit der Bundesautobahn 280 (deutsch-niederländische Grenze — Bunde). Unmittelbar nach dem Abzweigen von der A 31 überquert die A 280 die niederländische Grenze, um als Autosnelweg A7 in Richtung Groningen weiterzuführen.

## Geographie
Das Dreieck liegt auf den Gemeindegebieten von Bunde und Weener im Landkreis Leer. Nächstgelegene Ortsteile sind Tichelwarf, Holthusen und Möhlenwarf auf dem Gebiet von Weener und Bunde-Ort. Es befindet sich etwa 15 km südwestlich von Leer, etwa 55 km nördlich von Meppen und etwa 50 km östlich von Groningen.
Das Autobahndreieck Bunde trägt auf der A 31 die Anschlussstellennummer 14, auf der A 280 die Nummer 3.

## Bauform und Ausbauzustand
Beide Autobahnen sind vierstreifig ausgebaut. Alle Verbindungsrampen sind einstreifig ausgeführt.
Das Dreieck wurde als linksgeführte Trompete angelegt.

## Verkehrsaufkommen
Das Dreieck wird täglich von rund 25.000 Fahrzeugen befahren.
| Von                   | Nach                | Durchschnittliche tägliche Verkehrsstärke | Anteil Schwerlastverkehr |
| --------------------- | ------------------- | ----------------------------------------- | ------------------------ |
| AS Weener (A 31)      | AD Bunde            | 20.500                                    | 12,8 %                   |
| AD Bunde              | AS Papenburg (A 31) | 16.500                                    | 09,6 %                   |
| AS Bunde-West (A 280) | AD Bunde            | 09.800                                    | 18,2 %                   |